# منتخب نيكاراغوا لكرة الطائرة للسيدات
منتخب نيكاراغوا لكرة الطائرة للسيدات هو ممثل نيكاراغوا الرسمي في المنافسات الدولية في كرة طائرة للسيدات.